# کوینتو دی ترویزو
کوینتو دی ترویزو (به ایتالیایی: Quinto di Treviso) یک کومونه در ایتالیا است که در استان ترویزو واقع شده‌است. کوینتو دی ترویزو ۱۹٫۰ کیلومتر مربع مساحت و ۹٬۸۱۹ نفر جمعیت دارد.